# Ordensgeneral
Ordensgeneral är den högste ledaren för en religiös orden inom romersk-katolska kyrkan. Den officiella titeln för den enskilda orden kan variera. Vederbörande kan väljas på livstid, väljas för ett bestämt antal år i taget eller utses av påvestolen.